# 太冠酒造
太冠酒造（たいかんしゅぞう）は山梨県南アルプス市にある日本酒酒蔵。
π(パイ)ウォーターを使用した日本酒や、ワイン酵母を使用した日本酒造りを推進。環境の変化や先入観にとらわれない日本酒造りに尽力。全国新酒鑑評会金賞を複数回受賞。

## ラインナップ
太冠酒造では、コラボ製品も多く
- 純米大吟醸ゴジラ
- 大吟醸ガイガン
- グビ姉のすき焼きに合う日本酒
- ヨゲンノトリ
- シャインマスカット純米酒仕込みの酒

など、従来の特定名称酒製造だけでなく、ラベルやコラボでの付加価値にも意識を向けている。